# Silvia Collas
Silvia Collas (ur. 4 maja 1974 w Sofii jako Siłwija Aleksiewa, bułg. Силвия Алексиева) – francuska szachistka pochodzenia bułgarskiego, arcymistrzyni od 1998, mistrz międzynarodowy od 2005 roku.

## Kariera szachowa
W pierwszych latach 90. XX wieku awansowała do czołówki bułgarskich szachistek. W 1992 zajęła II miejsce (za Mają Koen) w rozegranych w Perniku indywidualnych mistrzostwach kraju, natomiast w 1993 w miejscowości Svitavy zdobyła srebrny, a rok później w Litomyśli – złoty medal mistrzostw Europy juniorek do 20 lat. W 2002 zdobyła drugi w karierze tytuł wicemistrzyni Bułgarii (w Płowdiwie, za Margaritą Wojską).
W 2002 wyszła za mąż za mistrza międzynarodowego Didiera Collasa, zmieniając obywatelstwo. W 2005 zajęła IV miejsce (za Kateryną Łahno, Nadieżdą Kosincewą i Jeleną Dembo) w rozegranych w Kiszyniowie indywidualnych mistrzostwach Europy. Czterokrotnie zdobyła medale indywidualnych mistrzostw Francji: złoty (Aix-les-Bains 2007), srebrny (Aix-les-Bains 2003, za Sophie Milliet) oraz dwa brązowe (Val d’Isère 2004, za Almirą Skripczenko i Sophie Milliet oraz Pau 2008, za Sophie Milliet i Marią Leconte).
Do innych jej indywidualnych sukcesów należą: dz. III m. w Nadolu (1995, turniej strefowy, za Petrą Krupkovą i Moniką Bobrowską, wspólnie z Eleną Radu i Antoanetą Stefanową), dz. II m. w Clichy (2002, za Ovidiu Foișorem, wspólnie z m.in. Cristiną-Adelą Foișor i Didierem Collasem), I m. w Bejrucie (2003, państw śródziemnomorskich kobiet), dz. II m. w Rochefort (2005, za Jurijem Sołodowniczenką, wspólnie z Érikie Prié, Wencisławem Inkiowem, Didierem Collasem i Markiem Santo-Romanem) oraz dz. II m. w Benasque (2005, za Tatianą Kononenko, wspólnie z Eleną-Luminițą Cosmą).
Wielokrotnie reprezentowała Bułgarię i Francję w turniejach drużynowych, między innymi:
- dziewięciokrotnie na olimpiadach szachowych (w latach 1994, 1996, 1998, 2000, 2002, 2004, 2008, 2010, 2012); medalistka: indywidualnie – srebrna (2012 – na IV szachownicy)[6]
- na drużynowych mistrzostwach świata (w roku 2013)[7]
- pięciokrotnie na drużynowych mistrzostwach Europy (w latach 1999, 2007, 2009, 2011, 2013)[8]
- na drużynowych mistrzostwach Bałkanów (w roku 1992); medalistka: wspólnie z drużyną – srebrna (1992)[9]
- na turnieju o Puchar Mitropa (Mitropa Cup) (w roku 2011)[10].

Najwyższy wynik rankingowy w dotychczasowej karierze osiągnęła 1 października 2007; mając 2408 punktów, dzieliła wówczas 54/55. miejsce na światowej liście FIDE (wspólnie z Alisą Marić), jednocześnie zajmując 3. miejsce wśród szachistek francuskich (za Marie Sebag i Almirą Skripczenko).